# Roman Marcinkowski (duchowny)
Roman Adam Marcinkowski (ur. 28 lutego 1942 w Szczutowie) – polski duchowny rzymskokatolicki, biskup pomocniczy płocki w latach 1985–2017, od 2017 biskup pomocniczy senior diecezji płockiej.

## Życiorys
Urodził się 28 lutego 1942 w Szczutowie. Uczęszczał do Liceum im. św. Stanisława Kostki w Płocku. W latach 1959–1965 studiował w Wyższym Seminarium Duchownym w Płocku. Święceń prezbiteratu udzielił mu 13 czerwca 1965 w płockiej farze biskup pomocniczy płocki Piotr Dudziec. Inkardynowany został do diecezji płockiej. W 1974 zrobił specjalizację z katechetyki na Wydziale Teologicznym Akademii Teologii Katolickiej w Warszawie. Na tej samej uczelni w 1976 uzyskał magisterium.
W latach 1965–1974 pracował jako wikariusz kolejno: w Imielnicy (1965–1969), Ciechanowie (1969–1970), Pałukach (1970–1971), Bodzanowie (1971–1973), a w latach 1973–1974 w parafii św. Jana Chrzciciela w Płocku. Od 1974 do 1980 był diecezjalnym wizytatorem religii, a w latach 1974–1985 diecezjalnym duszpasterzem rodzin. W stanie wojennym sprawował opiekę nad internowanymi i ich rodzinami. W 1980 został dyrektorem Wydziału Katechetycznego Kurii Diecezjalnej w Płocku, który to urząd piastował do 1991.
28 lutego 1985 papież Jan Paweł II mianował go biskupem pomocniczym diecezji płockiej ze stolicą tytularną Bulla Regia. Święcenia biskupie otrzymał 13 kwietnia 1985 w katedrze płockiej. Udzielił mu ich kardynał Józef Glemp, prymas Polski, w asyście arcybiskupa Bronisława Dąbrowskiego, biskupa pomocniczego warszawskiego, i Zygmunta Kamińskiego, biskupa koadiutora płockiego. Jako zawołanie biskupie przyjął słowa „Euntes docete” (Idąc nauczajcie). W diecezji objął urząd wikariusza generalnego. W 1990 został prepozytem Kapituły Katedralnej Płockiej. W 1999 i w 2007 w związku z przeniesieniem dotychczasowych biskupów diecezjalnych płockich, odpowiednio Zygmunta Kamińskiego i Stanisława Wielgusa, pełnił funkcję administratora diecezji. Był przewodniczącym zespołu opracowującego Katechizm Płocki. 13 kwietnia 2017 papież Franciszek przyjął jego rezygnację z urzędu biskupa pomocniczego diecezji płockiej.
W Konferencji Episkopatu Polski został członkiem Komisji Wychowania Katolickiego i opiekunem Legionu Maryi w Polsce.

## Odznaczenia i wyróżnienia
W 1998 otrzymał tytuł honorowego obywatela gminy Szczutowo. W 2010 został uhonorowany Odznaką Honorową „Zasłużony dla Mazowsza” oraz Medalem Pamiątkowym „Pro Masovia”.